# K.G. Ingwar
Ingvar Gustafson, känd som K.G. Ingwar, folkbokförd Carl Gustaf Ingvar Gustavsson, född 21 september 1928 i Nässjö församling i Jönköpings län, är en svensk målare.
Efter att ha arbetat som byggmästare i en firma i Nässjö som han övertagit efter en farbror sålde han 1974 av densamma för att bosatta sig i den anrika trästaden Eksjö och helt ägna sig åt konsten. Han utför naivistiska målningar, ofta med Eksjömotiv. Första utställningen hade han på Nässjö-Tryckeriet samma år som han bytt yrkesbana, men han har också bland annat ställt ut på Galleri Jean Camion i konstnärskvarteret Quarter Latin i Paris.
K.G. Ingwar har gått på Gerlesborgsskolan i Bohuslän. Han har också varit elev hos professorerna Arne Isacsson, Georg Suttner, Lennart Rodhe, Evert Lundqvist, Torsten Bergmark och Oscar Reutersvärd. Han har studerat konstvetenskap vid Lunds universitet samt företagit studieresor till orter som Rom, Nice och Paris.
Han är representerad vid Jönköpings läns landsting, vid Svenska Kyrkan i Eksjö, Nässjö, Wien och Paris samt vid Nässjö kommun, Eksjö kommun, Sotenäs kommun, Sävsjö kommun och Vetlanda kommun.
K.G. Ingwar gifte sig 1952 med Maibritt Carlsson (1926–2005).